# Seitlingsverwandte
Die  Seitlingsverwandten (Pleurotaceae) sind eine Familie innerhalb der Ordnung der Champignonartigen (Agaricales) mit etwa 350 beschriebenen Arten. Die Fruchtkörper der in der Regel auf Holz wachsenden Pilze haben einen exzentrisch oder seitlich stehenden Stiel und Lamellen. Viele Arten sind in der Lage sich vollständig oder teilweise von Nematoden zu ernähren. Die Familie ist sowohl in den gemäßigten Breiten als auch in den Tropen verbreitet.

## Merkmale
Die Fruchtkörper besitzen einen Hut mit Lamellen und meist auch einen Stiel. Das Trama ist fleischig oder zäh. Der Stiel steht exzentrisch oder seitlich und die glatte Hutoberfläche ist in der Regel grau gefärbt und blau oder violett getönt. Manchmal kann ein Velum vorhanden sein. 
Das Hyphensystem ist monomitisch oder dimitisch. Die Hyphen sind bisweilen gelatiniert. Sie tragen  an ihren Septen Schnallen, lassen sich aber nicht mit Jod anfärben. Die keulenförmigen Basidien tragen in der Regel vier Sterigmen. Neben den Basidien findet man oft dickwandige, Inkrustierte Zystiden. Die zylindrischen Basidiosporen sind hyalin, glatt oder schwach punktiert und mehr oder weniger dünnwandig.

## Verbreitung und Ökologie
Die Familie ist sowohl in den gemäßigten Breiten als auch in den Tropen weit verbreitet.
Die Vertreter wachsen saprobiontisch auf holzigem Substrat, seltener auch auf Wurzeln von krautigen Pflanzen. Von vielen Arten ist bekannt, dass sie sich teilweise oder ausschließlich von Nematoden ernähren. Dazu bilden ihre Hyphen spezielle Fangorgane aus. Dies sind entweder Fangknoten, die mit einer klebrigen Substanz überzogen sind oder Fortsätze, die ein Toxin ausscheiden können, das die Nematoden bewegungsunfähig macht.

## Systematik
Die Pleurotaceae sind eine klar definierte Familie. Neben morphologischen und molekularbiologischen Merkmalen eint die Familie die Fähigkeit, sich von Nematoden zu ernähren. Es gibt Hinweise darauf, dass die Ritterlingsverwandten (Tricholomataceae) ein Schwestertaxon der Seitlingsverwandten sind.

## Gattungen
Die Familie enthält fast 350 beschriebene Arten und mit der anamorphen Gattung Nematoctonus acht Gattungen. Die beiden wichtigsten Gattungen sind die Muschelinge und die Seitlinge. 
- Acanthocystis (Fayod) Kühner 4 Arten
- Agaricochaete Eichelb. 4 Arten
- Antromycopsis Pat. & Trab. 11 Arten
- Crepidopus (Nees) Gray 1 Art
- Geopetalum Pat. 3 Arten
- Muschelinge  (Hohenbuehelia Schulzer) 114 Arten
- Nematoctonus Drechsler (Anamorphe der Gattung Hohenbuehelia) 9 Arten
- Seitlinge (Pleurotus (Fr.) P. Kumm.  ) 202 Arten

## Bedeutung
Der Austern-Seitling (Pleurotus ostreatus) und verwandten Arten sind beliebte Speisepilze, die in vielen Ländern auf Stroh, Sägespänen oder anderen agroindustriellen Abfallprodukten kultiviert werden. Einige Forschungsgruppen haben sich mit der Frage beschäftigt, ob Pleurotus-Arten eingesetzt werden können, um PCP-verseuchte Böden zu sanieren.

## Nachweise
- Pleurotaceae Kühner. In: Mycobank (Fungal Nomenclature and Species Databank). International Mycological Association, abgerufen am 13. Februar 2015.

- Pleurotaceae Kühner. In: Species 2000 & ITIS Catalogue of Life. Roskov Y., Abucay L., Orrell T., Nicolson D., Kunze T., Culham A., Bailly N., Kirk P., Bourgoin T., DeWalt R.E., Decock W., De Wever A.,, 2014, abgerufen am 14. Februar 2015.